# Hans Lang (Eishockeyspieler)
Hans Lang (* 6. September 1912 in München; † unbekannt) war ein deutscher Eishockeyspieler. Er spielte 24 Jahre beim SC Riessersee und gewann mit diesem sechs deutsche Meisterschaften. Mit der deutschen Nationalmannschaft wurde er 1934 Europameister. Für seine Verdienste wurde Lang in die Hockey Hall of Fame Deutschland aufgenommen.

## Leben
Lang spielte mindestens ab 1930 beim SC Riessersee, der damals besten bayerischen Mannschaft. Lang, der als Stürmer eingesetzt wurde, gewann mit dem SCR mehrere bayerische Meisterschaften und nahm ab 1930 an den deutschen Meisterschaften teil. Von 1932 bis 1934 war er mit dem SCR drei Mal in Folge Vizemeister, davon zwei Mal hinter dem Berliner Schlittschuhclub, ein Mal hinter dem SC Brandenburg Berlin. 1935 gelang dann der erste Meistertitel. Nach zwei weiteren Vizemeisterschaften (erneut hinter dem Berliner Schlittschuhclub) folgte die Meisterschaft 1938. Eine weitere Meisterschaft konnte 1941 gewonnen werden, als Kriegsmeisterschaft. 
Auch nach Ende des Zweiten Weltkriegs spielte Lang für Riessersee, gewann die ersten beiden Meisterschaften 1947 und 1948 und qualifizierte sich für die 1948 eingeführte Oberliga. Hier gewann Lang mit dem SCR 1949/50 seine sechste und letzte deutsche Meisterschaft. 1954 beendete er nach über 600 Spielen für den SCR mit 41 Jahren seine Karriere.
1933 nahm Lang erstmals mit der Nationalmannschaft an der Weltmeisterschaft – gleichzeitig Europameisterschaft – teil. Im ersten Turnier holte er mit der Mannschaft die Bronzemedaille der Europameisterschaft. 1934 war Lang Teil der Mannschaft, die erstmals Europameister wurde (gleichzeitig Dritter der Weltmeisterschaft). Lang erzielte dabei das entscheidende Siegtor in der Verlängerung des EM-Finales gegen die Schweiz. 1935 reichte es dagegen nur zum 9. Platz bei der WM bzw. 8. Platz der EM. An den Olympischen Winterspielen 1936 nahm Lang dagegen nicht teil. 1937 und 1938 kam er nochmals zum Einsatz und holte mit der Mannschaft erneut jeweils EM-Bronze (Vierter der WM). Insgesamt stand er 37 Mal für Deutschland auf dem Eis.
Wie damals üblich, trat Lang auch in kombinierten Mannschaften auf, wie 1932 zusammen mit dem Münchener EV bei zwei Spielen gegen den HC Währing. 1936/37 war Lang Gastspieler der German Canadians. 1939 war er Teil der Stadtmannschaft München beim Drei-Städte-Kampf in Wien gegen die Gastgeber und Berlin.